# Jackie Coogan
Jackie Coogan, pseudonimo di John Leslie Coogan (Los Angeles, 26 ottobre 1914 – Santa Monica, 1º marzo 1984), è stato un attore statunitense.
Il più grande attore bambino del cinema muto, raggiunse la celebrità a soli sette anni per la sua interpretazione ne Il monello (1921) di Charlie Chaplin, cui seguirono in breve altre pellicole di grande successo. Coogan ebbe poi una lunghissima carriera di attore al cinema e alla televisione, dove è ricordato soprattutto nel ruolo dello zio Fester ne La famiglia Addams (1964-1966). Il nome di Coogan è anche legato alla prima legge statunitense (precisamente dello stato della California) a protezione dei guadagni degli artisti minorenni, chiamato appunto Coogan Act.

## Biografia

### Primi anni

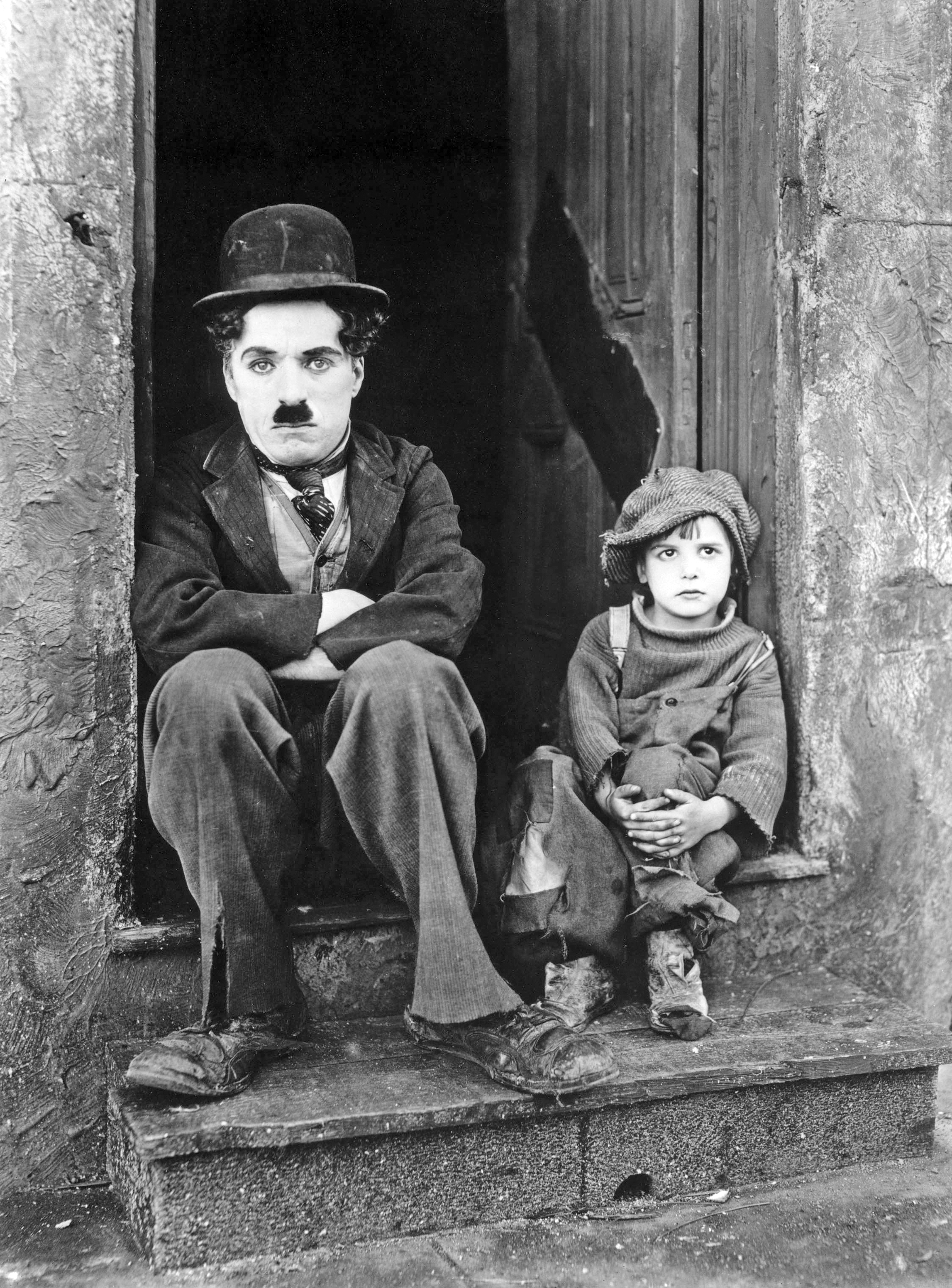
Il monello (1921)

John Leslie Coogan nacque nel 1914 a Los Angeles, da John Henry Coogan, Jr., modesto attore teatrale, e Lillian Rita (Dolliver) Coogan. Cominciò a recitare sin da piccolissimo, sia nel vaudeville sia sul set cinematografico, con il primo ruolo (non accreditato) che arrivò nel 1917 in Skinner's Baby.
Nel 1919 Charlie Chaplin lo notò al Teatro Orpheum di Los Angeles, un locale vaudeville dove stava recitando il padre, mentre sul palco si esibiva nella shimmy, un ballo molto popolare all'epoca. Le doti mimiche naturali di Jackie Coogan e la sua performance entusiasmarono Chaplin, e gli suggerirono il progetto de Il monello. Chaplin chiese al padre di Jackie di poterlo scritturare per una piccola parte nel film Una giornata di vacanza (1919). Entusiasta della capacità di recitare del bambino, lo scritturò per Il monello (1921) e ne fece, di fatto, una star.
Jackie Coogan non fu il primo attore bambino ad avere un ruolo di protagonista in un lungometraggio. Gordon Griffith, Baby Marie Osborne, Tibor Lubinszky e Wesley Barry lo avevano fatto con successo prima di lui. Il film Il monello tuttavia segna un momento di svolta radicale. All'indomani della prima guerra mondiale, segnata dal dramma di migliaia di orfani, Coogan commosse le platee con il suo personaggio di bambino povero, abbandonato, desideroso di affetto e al tempo stesso pieno di vita, di intraprendenza e di speranza nel futuro. Il suo stile realistico di interpretazione cambiò l'immagine stessa dell'attore bambino a Hollywood, esplorando forme espressive finora inedite e provandone il successo presso il grande pubblico. Il successo si ripete negli anni seguenti, da Oliviero Twist (1922) a The Rag Man (1925), offrendo un modello per un'intera generazione di attori bambini.

### Attività sociali e di beneficenza
Coogan fu una delle prime star ad essere oggetto di una forte azione di merchandising, una campagna che includeva burro di arachidi, cancelleria, fischietti, bambole, dischi, figurine. Divenne una celebrità internazionale e i giornali del tempo riportavano spesso le sue foto in giro per il mondo con il padre.
Coogan usò la sua popolarità per perorare la causa degli armeni, dei greci e di altri popoli resi indigenti dagli orrori della prima guerra mondiale, collaborando con la fondazione Near East Relief. Nel 1924 partecipò alla tournée Children's Crusade, tra Stati Uniti ed Europa, che si chiuse con la raccolta di circa un milione di dollari (pari ad un controvalore di circa 13 milioni di dollari del 2011), impiegati nell'acquisto di vestiti, cibo ed altri beni di prima necessità. Ottenne onorificenze negli Stati Uniti, in Grecia e in Italia, dove fu ricevuto da papa Pio XI.

### Il passaggio dall'infanzia all'adolescenza

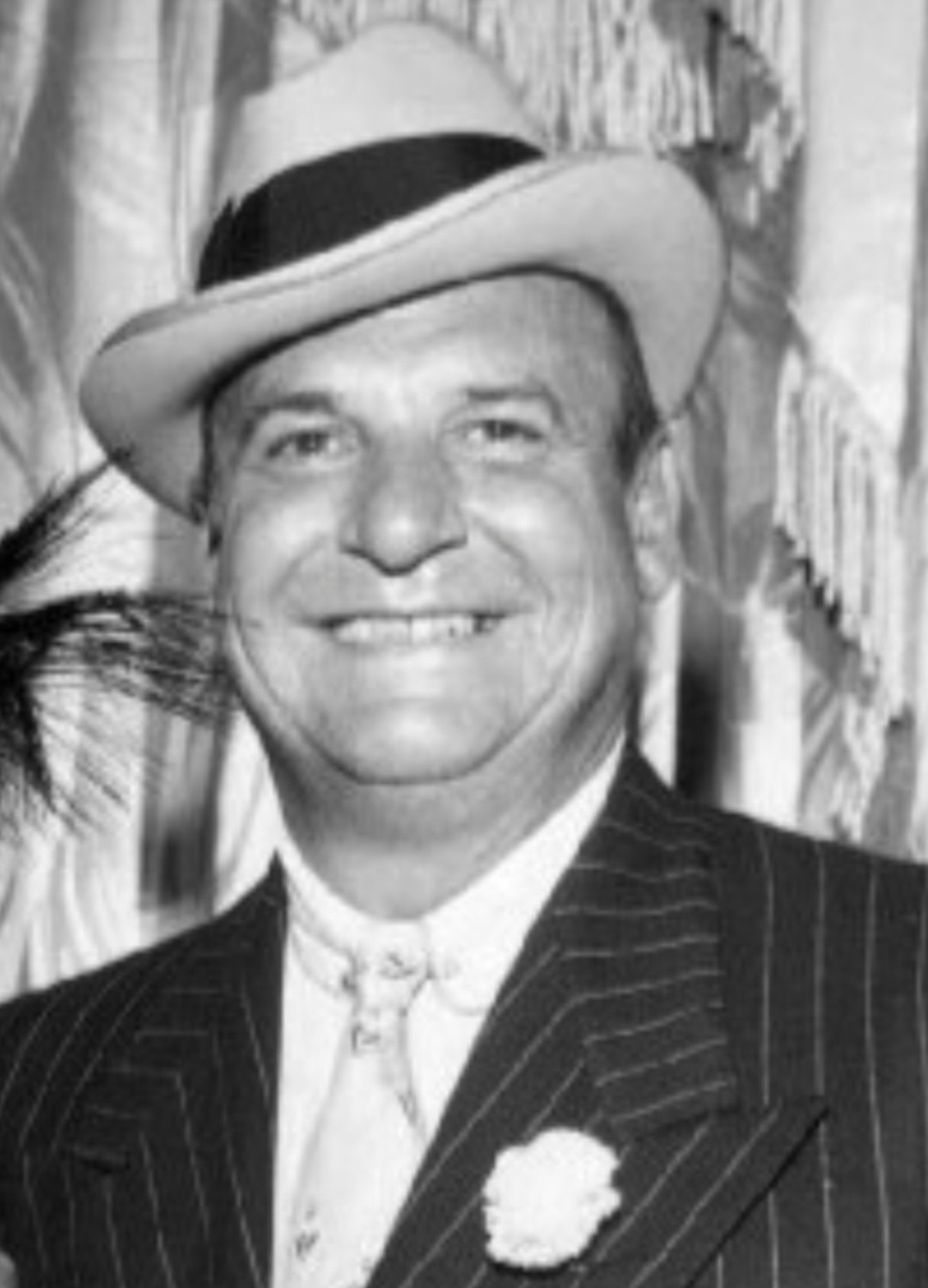
Jackie Coogan nel 1962

Coogan continuò a ottenere ruoli importanti fino agli inizi degli anni trenta, quando interpretò Tom Sawyer (1930) e Huckleberry Finn (1931). Gli anni che seguirono tuttavia furono i più difficili, sia dal punto di vista professionale che personale. Affidato a un tutor fino all'età di 10 anni, nel 1924 Coogan era entrato alla Urban Military Academy. Cambiò poi diverse scuole e in seguito frequentò diverse università, tra le quali la University of Southern California. Nel 1932 fu costretto a lasciare la Santa Clara University a causa dei brutti voti.
Nel novembre 1933 Brooke Hart, un amico intimo di Coogan conosciuto alla Santa Clara University, fu rapito nel supermercato di famiglia di San Jose e portato a San Mateo, nell'area di San Francisco. Dopo numerose richieste per un riscatto di 40.000 dollari, la polizia arrestò, a San Jose, Thomas Thurmond e John Holmes. Thurmond ammise che il giovane Hart era stato ucciso la sera stessa del rapimento. Entrambi i rapitori furono trasferiti alla prigione di San Jose. In seguito ci fu un'irruzione nell'edificio della prigione, durante la quale Thurmond e Holmes furono prelevati per poi essere impiccati in un parco adiacente. Pare che Coogan abbia preso parte a questa irruzione, preparando e reggendo la corda usata per le impiccagioni.
Il 4 maggio 1935, a 20 anni, Jackie Coogan fu l'unico superstite di un terribile incidente automobilistico nella contea di San Diego, nel quale perirono suo padre e il suo migliore amico, Junior Durkin, anch'egli bambino prodigio già visto nei panni di Huckleberry Finn in due film dei primi anni trenta. La madre si risposò e il patrigno, Arthur Bernstein, divenne il responsabile di Jackie negli affari.

### Coogan Bill
Prima di diventare maggiorenne, si stima che Coogan avesse guadagnato tra i 3 ed i 4 milioni di dollari (paragonabili a 48-65 milioni di dollari nel 2012), una fortuna che la madre e il suo nuovo compagno, Arthur Bernstein, sperperarono con spese folli e stravaganti in abiti, diamanti e macchine di lusso. Nella loro difesa, la madre di Coogan e Bernstein affermarono che Jackie si stava divertendo e pensava fosse tutto un gioco. La madre affermò che «...non abbiamo mai promesso di dare nulla a Jackie. Ogni dollaro guadagnato da un bambino, finché non ha compiuto 21 anni, appartiene ai suoi genitori. Jackie non riceverà nemmeno un centesimo di tutto quello che ha guadagnato», aggiungendo inoltre che «...Jackie era un bambino cattivo».
Nel 1938 Coogan intraprese un'azione legale davanti alla Corte della California che però, dopo circa quattro anni, riuscì a restituirgli solo poco più di 126.000 dollari dei circa 250.000 che erano rimasti: gli altri erano stati sperperati dalla madre e dal patrigno. Nei momenti più difficili Coogan trovò aiuto dallo stesso Chaplin, che lo aiutò senza esitazioni con 1.000 dollari. La battaglia legale condotta da Coogan portò all'attenzione dell'opinione pubblica il tema degli attori bambini e sfociò nell'adozione, da parte dello stato della California, del California Child Actor's Bill, spesso chiamato appunto Coogan Bill o Coogan Act, volta a proteggere i guadagni dalle bramosie economiche dei parenti. La norma stabilisce che il datore di lavoro deve accantonare un 15% della paga dell'attore in un fondo di protezione dei guadagni dei giovani attori, oltre a prevedere altri obblighi in materia di educazione scolastica, ore di lavoro e riposi obbligatori.
Coogan riprese a recitare nel 1935, in ruoli di supporto.

### La Seconda Guerra Mondiale
Nel marzo del 1941 si arruolò nell'Esercito degli Stati Uniti. Dopo l'attacco di Pearl Harbor fece richiesta di essere trasferito all'Aeronautica Militare, all'epoca una branca dell'esercito statunitense, come pilota d'aliante, in virtù della sua esperienza di volo civile. Dopo aver ottenuto il patentino dalla scuola per piloti di aliante, divenne un ufficiale di volo e si arruolò volontario per le missioni pericolose del First Air Commando Group. Il 1º dicembre 1943 l'unità fu inviata in India ed il 5 marzo 1944 trasportò con la Royal Air Force le truppe britanniche (i Chindits) guidate dal generale Orde Charles Wingate, atterrando di notte in una piccola radura nella giungla situata 100 miglia dietro le linee giapponesi impegnate nella campagna della Birmania.

### La carriera nel dopoguerra

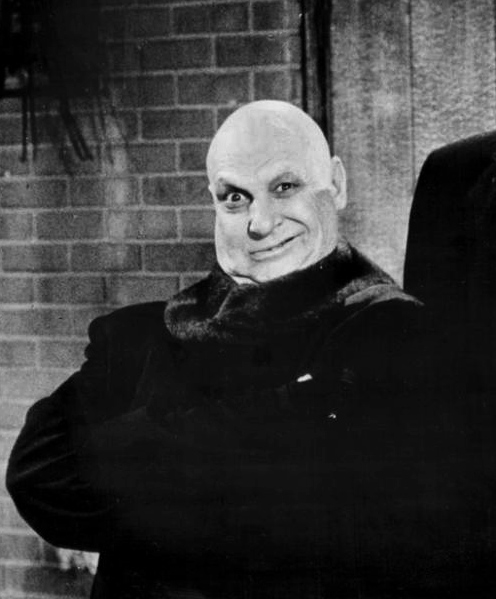
Jackie Coogan nei panni di Zio Fester nel 1966

Finita la guerra ritornò alla carriera cinematografica, recitando soprattutto in ruoli da caratterista, ma fu alla televisione che trovò le occasioni migliori, divenendone fin dal 1949 uno dei volti più noti al pubblico americano. Dal 1952 al 1953 recitò nella parte di Stoney Crockett nella serie televisiva Cowboy G-Men. Fece un'ospitata al The Martha Raye Show della NBC e apparve, come Corbett, in due episodi de I fuorilegge con Barton MacLane (1960-1962), sempre sulla NBC. Apparve come guest star anche nell'episodio The Damaged Dolls della stagione 1960-1961 del dramma televisivo The Brothers Brannagan.
Nella stagione 1962-1963 Coogan ebbe invece il ruolo fisso del sergente Barnes della scuola militare nella serie NBC McKeever & il colonnello. Alla fine arrivò anche il suo ruolo televisivo più celebre, quello dello zio Fester nella serie televisiva La famiglia Addams, prodotta dalla ABC (1964–1966), ruolo che riprese nel doppiaggio della serie animata del 1973 e nel successivo film televisivo del 1977 Halloween con la famiglia Addams. Fece anche un'apparizione nelle vesti di un poliziotto nella commedia di Elvis Presley Girl Happy (1965).
Numerose furono le apparizioni televisive in show commerciali e telefilm. Apparve in diversi episodi della serie Perry Mason e una volta in Emergency!, nella parte del proprietario di un deposito di rottami che cerca di corrompere i paramedici, andati a controllare la sua proprietà per la sicurezza antincendio. Fece apparizioni anche in La famiglia Brady (episodio The Fender Benders), in Strega per amore (impersonava Suleiman, Maharaja di Basenji, lo zio di Jeannie), in Tre nipoti e un maggiordomo, in Here's Lucy e ne The Brian Keith Show, oltre a fare da guest star in televisione (tra cui numerose apparizioni in La famiglia Partridge, Selvaggio west e Hawaii Squadra Cinque Zero).

### Morte
Coogan morì a 69 anni il 1º marzo 1984 per arresto cardiaco presso il Santa Monica Medical Center di Santa Monica, in California. È sepolto all'Holy Cross Cemetery a Culver City. Sulla lapide è inciso: John Leslie Coogan. Humanitarian, patriot, entertainer. Forever in our hearts ("John Leslie Coogan. Filantropo, patriota, artista. Sempre nei nostri cuori").
Il fratello minore di Coogan, Robert, anch'egli attore bambino, era morto nel 1978 all'età di 53 anni.

### Vita privata
Jackie Coogan si sposò il 20 novembre 1937 con l'emergente pin-up Betty Grable, ma la pressione a cui era sottoposto proprio in quegli anni fu causa di divorzio dopo un paio d'anni (11 ottobre 1939).
Il 10 agosto 1941 si risposò con Flower Parry, giovane ballerina di origini californiane; nacque un figlio il 4 marzo 1942, John Anthony Coogan, ma il 29 giugno 1943 fece seguito il divorzio.
Il 26 dicembre 1946 sposò la cantante Ann McCormack: dalla relazione nacque una figlia il 2 aprile 1948, Joan Dolliver Coogan, ma il 20 settembre 1951 divorziarono.
Nell'aprile 1952 sposò Dorothy Odetta Hanson (Dorothy Lamphere), conosciuta come Dodie, con la quale visse per il resto della vita. Il 24 novembre 1953 ebbero una prima figlia, Leslie Diane Coogan, nata a Los Angeles, a sua volta madre dell'attore Keith Coogan (nato Keith Eric Mitchell, cambiò il nome in Keith Coogan alla morte di Jackie nel 1984). Sempre da questa relazione, il 9 luglio 1967 nacque Christopher Fenton Coogan, che il 29 giugno 1990 perì a Palm Springs in un incidente motoristico.

## Filmografia

### Cinema
- Skinner's Baby, regia di Harry Beaumont (1917) (non accreditato)
- Una giornata di vacanza (A Day's Pleasure), regia di Charlie Chaplin (1919) (non accreditato)
- Il monello (The Kid), regia di Charlie Chaplin (1921)
- Biricchinate (Peck's Bad Boy), regia di Sam Wood (1921)
- Il mio bambino (My Boy), regia di Albert Austin e Victor Heerman (1921)
- Nice and Friendly, regia di Charlie Chaplin (1922)
- Dolor di bambino (Trouble), regia di Albert Austin (1922)
- Oliviero Twist (Oliver Twist), regia di Frank Lloyd (1922)
- Papà (Daddy), regia di E. Mason Hopper (1923)
- Il piccolo saltimbanco (Circus Days), regia di Edward F. Cline (1923)
- Long Live the King, regia di Victor Schertzinger (1923)
- A Boy of Flanders, regia di Victor Schertzinger (1924)
- Little Robinson Crusoe, regia di Edward F. Cline (1924)
- Hello, 'Frisco, regia di Slim Summerville (1924)
- Old Clothes, regia di Edward F. Cline (1925)
- The Rag Man, regia di Edward F. Cline (1925)
- Johnny Get Your Hair Cut, regia di B. Reeves Eason e Archie Mayo (1927)
- The Bugle Call, regia di Edward Sedgwick (1927)
- Buttons, regia di George W. Hill (1927)
- Tom Sawyer, regia di John Cromwell (1930)
- Huckleberry Finn, regia di Norman Taurog (1931)
- Home on the Range, regia di Arthur Jacobson (1935)
- Love in September, regia di Edward F. Cline (1936)
- Ritmi a scuola  (College Swing), regia di Raoul Walsh (1938)
- Gambe da un milione di dollari (Million Dollar Legs), regia di Nick Grinde (1939)
- Sky Patrol, regia di Howard Bretherton (1939)
- Queen of Broadway, regia di Sam Newfield (1942)
- Kilroy Was Here, regia di Phil Karlson (1947)
- Frenche Leave, regia di Frank McDonald (1948)
- Skipalong Rosenbloom, regia di Sam Newfield (1951)
- Varieties on Parade, regia di Ron Ormond (1951)
- Donne fuorilegge (Outlaw Women), regia di Sam Newfield (1952)
- Mesa of Lost Women, regia di Ron Ormond e Herbert Tevos (1953)
- L'attrice (The Actress), regia di George Cukor (1953) (non accreditato)
- Flugten til Danmark (Escape from Terror), regia di George Coogan e Jackie Coogan (1955)
- La grande sfida (The Proud Ones), regia di Robert D. Webb (1956) (non accreditato)
- La storia di Buster Keaton (The Buster Keaton Story), regia di Sidney Sheldon (1957)
- Il jolly è impazzito (The Joker Is Wild), regia di Charles Vidor (1957)
- Eighteen and Anxious, regia di Joe Parker (1957)
- Non desiderare la donna d'altri (Lonelyhearts), regia di Vincent J. Donehue (1958)
- High School Confidential!, regia di Jack Arnold (1958)
- I figli dello spazio (The Space Children), regia di Jack Arnold (1958)
- No Place to Land, regia di Albert C. Gannaway (1958)
- Questa è la mia donna (Night of the Quarter Moon), regia di Hugo Haas (1959)
- The Beat Generation, regia di Charles F. Haas (1959)
- Corruzione nella città (The Big Operator), regia di Charles F. Haas (1959)
- Sex Kittens Go to College, regia di Albert Zugsmith (1960)
- When the Girls Take Over, regia di Russell Hayden (1962)
- A braccia aperte (John Goldfarb, Please Come Home!), regia di J. Lee Thompson (1965)
- Pazzo per le donne (Girl Happy), regia di Boris Sagal (1965)
- Una splendida canaglia (A Fine Madness), regia di Irvin Kershner (1966)
- The Shakiest Gun in the West, regia di Alan Rafkin (1968)
- Gioco d'azzardo (Rogue's Gallery), regia di Leonard Horn (1968)
- L'investigatore Marlowe (Marlowe), regia di Paul Bogart (1969)
- La stella di latta (Cahill U.S. Marshal), regia di Andrew V. McLaglen (1973)
- Detective tra le piume (The Manchu Eagle Murder Caper Mystery), regia di Dean Hargrove (1975)
- Won Ton Ton, il cane che salvò Hollywood (Won Ton Ton, the Dog Who Saved Hollywood), regia di Michael Winner (1976)
- Human Experiments, regia di Gregory Goodell (1979)
- Dr. Heckyl and Mr. Hype, regia di Charles B. Griffith (1980)
- 60 minuti per Danny Masters (The Escape Artist), regia di Caleb Deschanel (1982)
- The Prey, regia di Edwin Brown (1984)

### Televisione
- The Benny Rubin Show – serie TV (1949)
- Squadra mobile (Racket Squad) – serie TV, episodio 3x15 (1952)
- Cowboy G-Men – serie TV, 39 episodi (1952-1953)
- So This Is Hollywood – serie TV, episodio 1x24 (1955)
- Climax! – serie TV, 3 episodi (1955-1957)
- Damon Runyon Theater – serie TV, episodio 2x08 (1955)
- Playhouse 90 – serie TV, 4 episodi (1956-1957)
- Matinee Theatre – serie TV, episodi 1x198-3x71 (1956-1958)
- The O. Henry Playhouse – serie TV, episodio 1x06 (1957)
- The People's Choice – serie TV, episodio 2x30 (1957)
- Telephone Time – serie TV, episodio 3x17 (1957)
- The Red Skelton Hour – serie TV, 22 episodi (1957-1968)
- Studio One – serie TV, episodio 10x16 (1958)
- Peter Gunn – serie TV, episodio 1x26 (1959)
- The Lineup – serie TV, episodio 6x01 (1959)
- Alfred Hitchcock presenta (Alfred Hitchcock Presents) – serie TV, episodio 5x06 (1959)
- Hawaiian Eye – serie TV, episodio 1x05 (1959)
- The Loretta Young Show – serie TV, 2 episodi (1959)
- General Electric Theater – serie TV, 2 episodi (1959-1960)
- The Ann Sothern Show – serie TV, 2 episodi (1960)
- Mr. Lucky – serie TV, episodio 1x33 (1960)
- The Tab Hunter Show – serie TV, episodio 1x07 (1960)
- Lock-Up – serie TV, episodio 2x10 (1960)
- La valle dell'oro (Klondike) – serie TV, episodio 1x10 (1960)
- The Brothers Brannagan – serie TV, episodio 1x12 (1960)
- Le grandi fiabe (Shirley Temple's Storybook) – serie TV, 2 episodi (1960-1961)
- Outlaws – serie TV, episodi 1x04-2x18 (1960-1962)
- The Best of the Post – serie TV, episodio 1x16 (1961)
- The Americans – serie TV, episodio 1x16 (1961)
- Holiday Lodge – serie TV, episodio 1x04 (1961)
- The Andy Griffith Show – serie TV, episodio 2x05 (1961)
- Follow the Sun – serie TV, episodio 1x24 (1962)
- The Joey Bishop Show – serie TV, episodio 1x32 (1962)
- The Dick Powell Show – serie TV, episodio 2x23 (1963)
- McKeever & the Colonel – serie TV, 26 episodi (1962-1963)
- Polvere di stelle (Bob Hope Presents the Chrysler Theatre) – serie TV, episodio 1x21 (1964)
- La legge di Burke (Burke's Law) – serie TV, episodio 1x28 (1964)
- La famiglia Addams (The Addams Family) – serie TV, 64 episodi (1964-1966)
- Perry Mason – serie TV, 4 episodi (1961-1966)
- Vacation Playhouse – serie TV, episodio 4x05 (1966)
- Il virginiano (The Virginian) – serie TV, episodio 5x08 (1966)
- Clown Alley, regia di Seymour Berns – film TV (1966)
- Tre nipoti e un maggiordomo (Family Affair) – serie TV, episodio 2x07 (1967)
- The Lucy Show – serie TV, 2 episodi (1968)
- The Outsider – serie TV, episodio 1x11 (1968)
- Selvaggio west (The Wild Wild West) – serie TV, 2 episodi (1969)
- Strega per amore (I Dream of Jeannie) – serie TV, 2 episodi (1969)
- Hawaii Squadra Cinque Zero (Hawaii Five-O) – serie TV, 3 episodi (1969-1973)
- Matt Lincoln – serie TV, episodio 1x06 (1970)
- A piedi nudi nel parco (Barefoot in the Park) – serie TV, episodio 1x10 (1970)
- Giulia (Julia) – serie TV, episodio 3x12 (1970)
- Reporter alla ribalta (The Name of the Game) – serie TV, 2 episodi (1970)
- Love, American Style – serie TV, 3 episodi (1970-1972)
- La famiglia Partridge  (The Partridge Family) – serie TV, 2 episodi (1970-1973)
- The New Andy Griffith Show – serie TV, episodio 1x05 (1971)
- The Jimmy Stewart Show – serie TV, episodio 1x08 (1971)
- Due onesti fuorilegge (Alias Smith and Jones) – serie TV, 3 episodi (1971-1972)
- La famiglia Brady (The Brady Bunch) – serie TV, 2 episodi (1971-1972)
- Ironside – serie TV, episodi 5x14-7x18 (1971-1974)
- McMillan e signora (McMillan & Wife) – serie TV, 3 episodi (1971-1974)
- Adam-12 – serie TV, episodio 4x18 (1972)
- Difesa a oltranza (Owen Marshall: Counselor at Law) – serie TV, episodio 1x19 (1972)
- Jefferson Keyes (Cool Million) – serie TV, episodio 1x01 (1972)
- Squadra emergenza (Emergency!) – serie TV, episodio 2x08 (1972)
- Marcus Welby (Marcus Welby, M.D.) – serie TV, episodio 4x19 (1973)
- Jigsaw – serie TV, episodio 1x05 (1973)
- I bambini del dottor Jamison (The Brian Keith Show) – serie TV, episodio 1x21 (1973)
- Barnaby Jones – serie TV, episodio 1x08 (1973)
- Here's Lucy – serie TV, episodio 6x07 (1973)
- La famiglia Addams (The Addams Family) – serie animata, 6 episodi (1973)
- The Phantom of Hollywood, regia di Gene Levitt – film TV (1974)
- Dirty Sally – serie TV, episodio 1x12 (1974)
- Gunsmoke – serie TV, episodio 20x03 (1974)
- The Specialists, regia di Richard Quine – film TV (1975)
- Sulle strade della California (Police Story) – serie TV, episodio 2x21 (1975)
- McCoy – serie TV, episodio 1x03 (1975)
- Movin' On – serie TV, episodio 2x16 (1976)
- Sherlock Holmes a New York (Sherlock Holmes in New York), regia di Boris Sagal – film TV (1976)
- Lanigan's Rabbi – serie TV, episodio 1x03 (1977)
- Halloween con la famiglia Addams (Halloween with the New Addams Family), regia di David Steinmetz – film TV (1977)
- Angeli volanti (Fliying High) – serie TV, episodio 1x06 (1978)
- Walt Disney's Wonderful World of Color – serie TV, episodio 26x11 (1980)

## Discografia

### Singoli
- 1924 - I Want To Be A Boy Scout/How To Spell Boy Scout

## Doppiatori italiani
- Mauro Zambuto in alcune comiche sonorizzate negli anni '30
- Bruno Persa in Il jolly è impazzito, Pazzo per le donne
- Nino Bonanni in Una splendida canaglia
- Enrico Luzi in La famiglia Addams (serie TV)
- Gino Pagnani in La famiglia Addams (serie animata)
- Ettore Conti in Halloween con la famiglia Addams

## Riconoscimenti
- 1960 – Hollywood Walk of Fame[13]
- 1920 – Young Hollywood Hall of Fame[14]